# Inline-Skaterhockey-Bundesliga 2018
Die Saison 2018 ist die 23. Spielzeit der Inline-Skaterhockey-Bundesliga, in der zum 33. Mal ein Deutscher Meister ermittelt wird. Ausrichter ist die Sportkommission Inline-Skaterhockey Deutschland im Deutschen Rollsport und Inline-Verband. Deutscher Meister wurden erneut die Crash Eagles Kaarst, die im Finale ihren Titel gegen die HC Köln-West Rheinos verteidigten.

## Teilnehmer
| Klub                   | Standort    | Vorjahr                    | Play-offs                  |                            |
| ---------------------- | ----------- | -------------------------- | -------------------------- | -------------------------- |
| Bissendorfer Panther   | Wedemark    | 10.                        | -                          |                            |
| Crash Eagles Kaarst    | Kaarst      | 1.                         | Deutscher Meister          |                            |
| Crefelder SC           | Krefeld     | 5.                         | Viertelfinale              |                            |
| Düsseldorf Rams        | Düsseldorf  | 2. der 2. Bundesliga Nord  | 2. der 2. Bundesliga Nord  | 2. der 2. Bundesliga Nord  |
| Duisburg Ducks         | Duisburg    | 9.                         | -                          |                            |
| HC Köln-West Rheinos   | Köln        | 3.                         | Halbfinale                 |                            |
| Highlander Lüdenscheid | Lüdenscheid | 8.                         | Viertelfinale              |                            |
| Miners Oberhausen      | Oberhausen  | 4.                         | Halbfinale                 |                            |
| Rockets Essen          | Essen       | 6.                         | Viertelfinale              |                            |
| Samurai Iserlohn       | Iserlohn    | 2.                         | Finale                     |                            |
| Sauerland Steel Bulls  | Iserlohn    | 7.                         | Viertelfinale              |                            |
| Commanders Velbert     | Velbert     | Meister 2. Bundesliga Nord | Meister 2. Bundesliga Nord | Meister 2. Bundesliga Nord |

## Modus
Die 1. Bundesliga geht mit zwölf Mannschaften an den Start. Jede Mannschaft trifft in Hin- und Rückspiel auf jede andere Mannschaft. Für einen Sieg in regulärer Spielzeit gibt es drei Punkte. Endet eine Partie nach 60 Minuten unentschieden, folgt umgehend ein Penaltyschießen. Für einen Sieg nach Penaltyschießen gibt es zwei Punkte, für eine Niederlage nach Penaltyschießen einen Punkt. Bei Punktgleichheit zum Ende der Hauptrunde entscheidet der direkte Vergleich über die Rangfolge. Die ersten acht Mannschaften erreichen die Play-offs. Die Mannschaften auf den Rängen neun und zehn haben sich sportlich für die nächste Spielzeit qualifiziert. Die Teams auf den Rängen elf und zwölf steigen direkt in die 2. Bundesliga ab. Der Sieger der Play-offs ist Deutscher Meister.

## Vorrunde
|     | Mannschaft             | Sp | G  | GP | U | VP | V  | Tore    | +/−  | P  |
| --- | ---------------------- | -- | -- | -- | - | -- | -- | ------- | ---- | -- |
| 1.  | Crefelder SC           | 22 | 18 | 0  | 0 | 1  | 03 | 193:121 | +072 | 55 |
| 2.  | HC Köln-West Rheinos   | 22 | 16 | 2  | 0 | 2  | 02 | 204:111 | +093 | 54 |
| 3.  | Crash Eagles Kaarst    | 22 | 16 | 2  | 0 | 0  | 04 | 280:125 | +155 | 52 |
| 4.  | SHC Rockets Essen      | 22 | 16 | 0  | 0 | 1  | 05 | 264:166 | +098 | 49 |
| 5.  | Bissendorfer Panther   | 22 | 12 | 1  | 0 | 1  | 08 | 170:139 | +031 | 39 |
| 6.  | Highlander Lüdenscheid | 22 | 12 | 1  | 0 | 0  | 09 | 195:132 | +063 | 38 |
| 7.  | Samurai Iserlohn       | 22 | 11 | 0  | 0 | 2  | 09 | 181:167 | +014 | 35 |
| 8.  | Duisburg Ducks         | 22 | 07 | 2  | 0 | 0  | 13 | 156:174 | −018 | 25 |
| 9.  | Düsseldorf Rams        | 22 | 05 | 1  | 0 | 2  | 14 | 171:215 | −044 | 19 |
| 10. | Sauerland Steel Bulls  | 22 | 06 | 0  | 0 | 0  | 16 | 146:257 | −111 | 18 |
| 11. | Commanders Velbert     | 22 | 04 | 0  | 0 | 0  | 18 | 128:302 | −174 | 12 |
| 12. | Miners Oberhausen      | 22 | 0  | 0  | 0 | 0  | 22 | 101:280 | −179 | 0  |

Abkürzungen: Sp = Spiele, G = Siege, GP = Siege nach Penaltyschießen, U = Unentschieden, VP = Niederlage nach Penaltyschießen V = Niederlagen, P = Punkte

Erläuterungen:

## Play-offs
(Modus „Best-of-Three“)

### Play-off-Baum
| Viertelfinale | Viertelfinale          | Viertelfinale       |   |                      | Halbfinale | Halbfinale | Halbfinale |  |  | Finale | Finale | Finale |
|               |                        |                     |   |                      |            |            |            |  |  |        |        |        |
| 1             | Crefelder SC           | 2                   |   |                      |            |            |            |  |  |        |        |        |
| 8             | Duisburg Ducks         | 1                   |   |                      |            |            |            |  |  |        |        |        |
| 8             | Duisburg Ducks         | 1                   | 2 | HC Köln-West Rheinos | 2          |            |            |  |  |        |        |        |
|               |                        |                     | 2 | HC Köln-West Rheinos | 2          |            |            |  |  |        |        |        |
|               | 8                      | Duisburg Ducks      | 1 |                      |            |            |            |  |  |        |        |        |
| 2             | 8                      | Duisburg Ducks      | 1 | HC Köln-West Rheinos | 2          |            |            |  |  |        |        |        |
| 2             |                        |                     |   | HC Köln-West Rheinos | 2          |            |            |  |  |        |        |        |
| 7             | Samurai Iserlohn       | 1                   |   |                      |            |            |            |  |  |        |        |        |
| 7             | Samurai Iserlohn       | 1                   | 2 | HC Köln-West Rheinos | 1          |            |            |  |  |        |        |        |
|               |                        |                     |   | HC Köln-West Rheinos | 1          |            |            |  |  |        |        |        |
|               | 3                      | Crash Eagles Kaarst | 2 |                      |            |            |            |  |  |        |        |        |
| 3             | 3                      | Crash Eagles Kaarst | 2 | Crash Eagles Kaarst  | 2          |            |            |  |  |        |        |        |
| 3             |                        |                     |   | Crash Eagles Kaarst  | 2          |            |            |  |  |        |        |        |
| 6             | Highlander Lüdenscheid | 0                   |   |                      |            |            |            |  |  |        |        |        |
| 6             | Highlander Lüdenscheid | 0                   | 3 | Crash Eagles Kaarst  | 2          |            |            |  |  |        |        |        |
|               |                        |                     | 3 | Crash Eagles Kaarst  | 2          |            |            |  |  |        |        |        |
|               | 4                      | Rockets Essen       | 1 |                      |            |            |            |  |  |        |        |        |
| 4             | 4                      | Rockets Essen       | 1 | Rockets Essen        | 2          |            |            |  |  |        |        |        |
| 4             |                        |                     |   | Rockets Essen        | 2          |            |            |  |  |        |        |        |
| 5             | Bissendorfer Panther   | 1                   |   |                      |            |            |            |  |  |        |        |        |

### Viertelfinale
|                      |   |                        | Serie | 1         | 2           | 3    |
| -------------------- | - | ---------------------- | ----- | --------- | ----------- | ---- |
| Crefelder SC         | – | Duisburg Ducks         | 1:2   | 2:5       | 10:6        | 4:6  |
| HC Köln-West Rheinos | – | Samurai Iserlohn       | 2:1   | 7:8 n. V. | 13:7        | 7:3  |
| Crash Eagles Kaarst  | – | Highlander Lüdenscheid | 2:0   | 13:3      | 11:10 n. V. | -    |
| Rockets Essen        | – | Bissendorfer Panther   | 2:1   | 8:6       | 5:12        | 11:7 |

### Halbfinale
|                      |   |                | Serie | 1    | 2         | 3    |
| -------------------- | - | -------------- | ----- | ---- | --------- | ---- |
| HC Köln-West Rheinos | – | Duisburg Ducks | 2:1   | 8:5  | 7:8 n. V. | 9:4  |
| Crash Eagles Kaarst  | – | Rockets Essen  | 2:1   | 9:14 | 12:10     | 13:3 |

### Finale
|                      |   |                     | Serie | 1   | 2    | 3   |
| -------------------- | - | ------------------- | ----- | --- | ---- | --- |
| HC Köln-West Rheinos | – | Crash Eagles Kaarst | 1:2   | 7:5 | 5:10 | 6:9 |

## Aufsteiger
Aus der 2. Bundesliga steigen der TV Augsburg (Meister der 2. Bundesliga Süd) und die TGW Kassel Wizards (3. der 2. Bundesliga Nord) sportlich direkt in die 1. Bundesliga auf. Die gemeinsamen Play-offs der beiden Zweitliga-Staffeln entscheiden über den Aufstieg. Beide Teams haben ihre jeweiligen Halbfinalserien gewonnen. Allerdings erklärten die Kassel Wizards im Anschluss an die Halbfinalserie, auf den Aufstieg zu verzichten, da eine Teilnahme an der 1. Bundesliga wirtschaftlich nicht darzustellen sei.

## Rückzug
Die Sauerland Steel Bulls zogen sich nach der Saison aus der 1. Bundesliga zurück.
Die Commanders Velbert verblieben folglich als sportlicher Absteiger in der 1. Bundesliga. Damit ging die Inline-Skaterhockey-Bundesliga in der Saison 2019 nur mit elf Mannschaften an den Start.

## Pokalsieger
Im Endspiel um den Deutschen Inline-Skaterhockey-Pokal 2018 gewannen die Rockets Essen am 29. September 2018 gegen die Crash Eagles Kaarst in Oberhausen mit 9:6.